# Vulcanus (planeet)
Vulcanus was de naam van een kleine hypothetische planeet die zich in een baan tussen Mercurius en de zon zou moeten bevinden. Deze planeet werd voorgesteld om de waargenomen baanverdraaiing van Mercurius te verklaren, maar later bleek de baanverdraaiing te verklaren met een beter begrip van zwaartekracht in de vorm van algemene relativiteitstheorie.

## Het argument voor het bestaan van Vulcanus
De planeet Vulcanus werd voorgesteld omdat de baan van  de planeet Mercurius een kleine afwijking vertoonde van de klassieke mechanica van Newton. De banen die de planeten maken zijn niet perfect rond maar licht elliptisch. Doordat de planeten ook elkaar aantrekken zou het punt van dichtste nadering tot de zon, het perihelium, in de loop van de tijd langzaam moeten verschuiven. De ellips verdraait door deze zogenoemde precessie van het perihelium. De baan van Mercurius bleek echter 575 boogseconden per eeuw te verdraaien (1 graad per 626 jaar) in plaats van 532 boogseconden per eeuw (1 graad per 677 jaar), die volgens de klassieke mechanica werden berekend. Een klein maar waarneembaar verschil van 43 boogseconden per eeuw dus.
De Franse wiskundige Urbain Le Verrier bedacht een oplossing: als tussen Mercurius en de zon zich één of meerdere kleine objecten zouden bevinden, dan zou dat de afwijking verklaren. De Duitse astronoom Johann Gottfried Galle meende een klein object voor de zon te hebben waargenomen en op basis hiervan concludeerde Le Verrier dat tussen Mercurius en de zon zich nog een planeet  moest bevinden. Deze werd Vulcanus genoemd.
Het idee om op deze manier een planeet te voorspellen was door Le Verrier eerder toegepast: samen met zijn Britse collega John Cough Adams had hij enkele jaren eerder met behulp van afwijkingen in de baan van Uranus de planeet Neptunus voorspeld die door Galle op de exact voorspelde positie werd waargenomen.

## De jacht op Vulcanus
Het observeren van een planeet binnenin de baan van Mercurius is erg moeilijk doordat de telescoop dan op de zon gericht moet worden en de hemel is daar verre van zwart. Een fout in het richten van de telescoop kan schade veroorzaken aan de optiek en het oog van de waarnemer. De grote hoeveelheid licht kan zelfs op een redelijke afstand van de zon valse reflecties in de optiek veroorzaken en de waarnemer op het verkeerde spoor zetten.
De beste strategie voor observaties is wachten totdat de planeet zich voor de zon langs beweegt - een zogenoemde overgang. Men ziet dan een kleine ronde stip over de zonneschijf schuiven, net zoals dat waar te nemen valt voor Mercurius en Venus.
De jacht op Vulcanus heeft meer dan een halve eeuw geduurd. Er werd regelmatig vals alarm geslagen, veelal vanwege ronde zonnevlekken. Gedurende zonsverduisteringen werden sterren die dicht bij de zon verschenen aangezien voor planeten, vooral doordat zij zich niet op de posities bevonden waar sterren bekend waren (een verschijnsel dat ook door de relativiteitstheorie wordt verklaard). Op een gegeven ogenblik werd zelfs de conclusie getrokken dat er sprake moest zijn van twee planeten, op basis van tegenstrijdige waarnemingen.

## Hoe de jacht gestaakt werd
In 1877 stierf Le Verrier, nog steeds overtuigd van het feit dat hij een planeet ontdekt had. Maar met het verlies van een van zijn voorvechters koelde de jacht op Vulcanus af. Na vele jaren zoeken twijfelden veel astronomen sterk aan het bestaan van de planeet.
In 1915 kwam Albert Einstein met zijn algemene relativiteitstheorie, die nauwkeuriger bleek dan de klassieke mechanica van Newton. Einstein vertelde later dat zijn hart enkele malen oversloeg toen hij met zijn relativiteitstheorie de exact waargenomen baanafwijking van Mercurius vond. Hiermee was het bestaan van Vulcanus definitief ontkracht. Volgens de algemene relativiteitstheorie wordt de baanafwijking van Mercurius veroorzaakt door krommingen in de ruimtetijd. De zon is een zeer zwaar object en vervormt de ruimtetijd in haar omgeving. In principe is dit van toepassing op alle planeten, maar alleen Mercurius staat dicht genoeg bij de zon om het effect enigszins meetbaar te maken. Deze omwenteling naar de algemene relativiteitstheorie was een vorm van een paradigmawisseling.

## Vulcanus in moderne fictie
In de jaren 60 kwam de Vulcanustheorie opnieuw in de aandacht. In een Doctor Who-verhaal genaamd The Power of the Daleks werd een scène geschetst van een aardse kolonie op Vulcanus vroeg in de 21e eeuw. De naam werd verder gebruikt voor de fictieve moederplaneet van het Vulcan-ras in de televisieserie Star Trek. Volgens Gene Roddenberry bevindt Vulcanus zich in een baan rond 40 Eridani of Epsilon Eridani. In 1998 werd door wetenschappers op indirecte wijze een planeet van Jupiter-afmetingen ontdekt. Het is niet bekend of deze planeet in staat is om leven te bevatten, maar veel astronomen wijzen op haar sterk elliptische baan als uitsluitende factor.

## Vulcanoïden
Hoewel er geen planeet meer nodig is om de afwijking in de baan van Mercurius te verklaren, overweegt men nog wel het bestaan van planetoïden binnen de baan van Mercurius. Deze speculatieve planetoïden noemt men Vulcanoïden.